# Barroquinha (ort)
Barroquinha är en ort i Brasilien.   Den ligger i kommunen Barroquinha och delstaten Ceará, i den nordöstra delen av landet, 1 600 kilometer nordost om huvudstaden Brasília. Barroquinha ligger 20 meter över havet och antalet invånare är 12 410.
Terrängen runt Barroquinha är platt, och sluttar norrut. Runt Barroquinha är det glesbefolkat, med 10 invånare per kvadratkilometer.. Det finns inga andra samhällen i närheten.
Omgivningarna runt Barroquinha är huvudsakligen savann.